# Osama Mukhtar Al Shremi
Osamah Mukhtar Mohammed Elsharimi (en arabe : أسامة مختار محمد الشريمي), plus connu sous le nom d'Osama Mukhtar Elshremi, né le 20 février 2001, est un est un footballeur international libyen qui évolue au poste de milieu de terrain au sein du club libyen de l'Asswehly SC. Il est également capable d'évoluer en tant que milieu de terrain défensif, attaquant ou avant-centre. 

## Carrière en club
Osama Mukhtar Al Shremi évolue actuellement au Asswehly SC, club de la Premier League libyenne.
Au cours de la saison 2024-2025 de la Premier League libyenne, Al Shremi a joué 16 matchs, marquant 7 buts et réalisant 2 passes décisives en 1 396 minutes de jeu. Ses performances offensives sont remarquables pour un milieu de terrain central, indiquant un rôle offensif significatif pour son équipe. Il a également participé à 9 matchs de barrage de qualification, inscrivant 1 but et délivrant 1 passe décisive en 810 minutes de jeu. Une de ses réalisations notables est un but lors de la défaite 4-2 de l'Asswehly SC contre l'Al-Madina SC lors de cette saison.
Sa valeur marchande est estimée à 300 000 €, avec une dernière mise à jour au 18 juillet 2025. En juillet 2025, il rejoint le club africain.

## Carrière internationale
Osama Mukhtar Al Shremi est un joueur international libyen, régulièrement sélectionné avec l'équipe nationale. Il évolue au poste de milieu de terrain central au sein de l'effectif pour la saison 2024-2025, sous la direction de l'entraîneur Aliou Cisse.
Lors des éliminatoires de la Coupe du Monde de la CAF 2026, Al Shremi a participé à 5 matchs, où il a délivré 2 passes décisives. Parmi ces matchs figurent la défaite 3-1 contre le Cameroun et un match nul 1-1 contre l'Angola. Pour les qualifications de la Coupe d'Afrique des Nations 2025, il a disputé 5 matchs, enregistrant 1 passe décisive. Ses statistiques défensives lors des qualifications de la CAN 2024 incluent 5 tacles, 18 duels gagnés, 7 duels aériens gagnés, 11 duels au sol gagnés et 5 interceptions en 5 matchs. Durant cette période, la Libye a réalisé 2 clean sheets et a concédé 4 buts.
En 2024, il a également pris part à 2 matchs amicaux avec la Libye, marquant 1 but.

## Statistiques
Les statistiques ci-dessous résument la carrière d'Osama Mukhtar Al Shremi par compétition.
| Compétition                | Saison  | Matchs Joués | Buts Marqués | Passes Décisives | Minutes Jouées | Cartons Jaunes | Cartons Rouges | Clean Sheets | Buts Concédés | Tacles | Interceptions | Duels Gagnés |
| -------------------------- | ------- | ------------ | ------------ | ---------------- | -------------- | -------------- | -------------- | ------------ | ------------- | ------ | ------------- | ------------ |
| Premier League Libyenne    | 2024/25 | 16           | 7            | 2                | 1396           | N/A            | N/A            | N/A          | N/A           | N/A    | N/A           | N/A          |
| Qualification Playoff      | 2024/25 | 9            | 1            | 1                | 810            | N/A            | N/A            | N/A          | N/A           | N/A    | N/A           | N/A          |
| Qualif. Coupe du Monde CAF | 2026    | 5            | 0            | 2                | N/A            | N/A            | N/A            | N/A          | N/A           | N/A    | N/A           | N/A          |
| Qualif. CAN                | 2025    | 5            | 0            | 1                | N/A            | 1              | 0              | 2            | 4             | 5      | 5             | 18           |
| Matchs Amicaux             | 2024    | 2            | 1            | 0                | N/A            | N/A            | N/A            | N/A          | N/A           | N/A    | N/A           | N/A          |
| Qualif. CAN                | 2023    | 1            | 0            | 0                | N/A            | N/A            | N/A            | N/A          | N/A           | N/A    | N/A           | N/A          |

Note : Les données N/A indiquent que l'information n'était pas disponible dans les sources fournies pour cette catégorie spécifique.